# CSM Suceava
El CSM Suceava fue un equipo de fútbol de Rumania que llegó a jugar en la Liga I, la primera división de fútbol en el país.

## Historia
Fue fundado el 19 de julio de 1972 en la ciudad de Suceava como un club multideportivo que también estaba en atletismo, rugby y voleibol, aunque posteriormente se crearon secciones en arquería, béisbol, boxeo, lucha olímpica, balonmano, hockey sobre hielo, remo, patinaje y natación.
Fue en la temporada de 1986/87 que el club obtiene el ascenso a la Liga I por primera vez en su historia, pero en su año de debut fue también de despedida al terminar en último lugar entre 18 equipos, retornando a la Liga II. En la temporada 1993/94 el club cambia su nombre por el de Bucovina Suceava, en relación con la región de Bucovina, en la cual estaba ubicada la ciudad.
Al terminar la temporada de 1996/97 el club se fusiona con el Foresta Falticeni, creando al club de fútbol más exitoso del distrito de Suceava bajo el nombre Foresta Sucesva, convirtiendo al Bucovina en un equipo filial llamado Foresta II.
La institución todavía existe en deportes como arquería, boxeo, hockey sobre hielo, rugby, atletismo, voleibol y lucha olímpica.

## Nombres
| Nombre            | Periodo   |
| ----------------- | --------- |
| Progresul Suceava | 1957–1959 |
| Victoria Suceava  | 1959–1960 |
| Dinamo Suceava    | 1960–1964 |
| Viitorul Suceava  | 1964–1965 |
| Chimia Suceava    | 1965–1972 |
| CSM Suceava       | 1972–1993 |
| Bucovina Suceava  | 1993–1997 |

## Palmarés
- Liga II (1): 1986–87